# IBM 7070
El IBM 7070 fue un sistema de arquitectura decimal intermedia de procesamiento de datos introducido por IBM en junio de 1960. Era un procesador totalmente transistorizado que fue diseñado para aplicaciones científicas y comerciales. Fue parte del IBM 700/7000 series, y estaba basado en transistores discretos, en vez de los tubos de vacío (vacuum tubes) utilizados en la década de 1950.

## Características

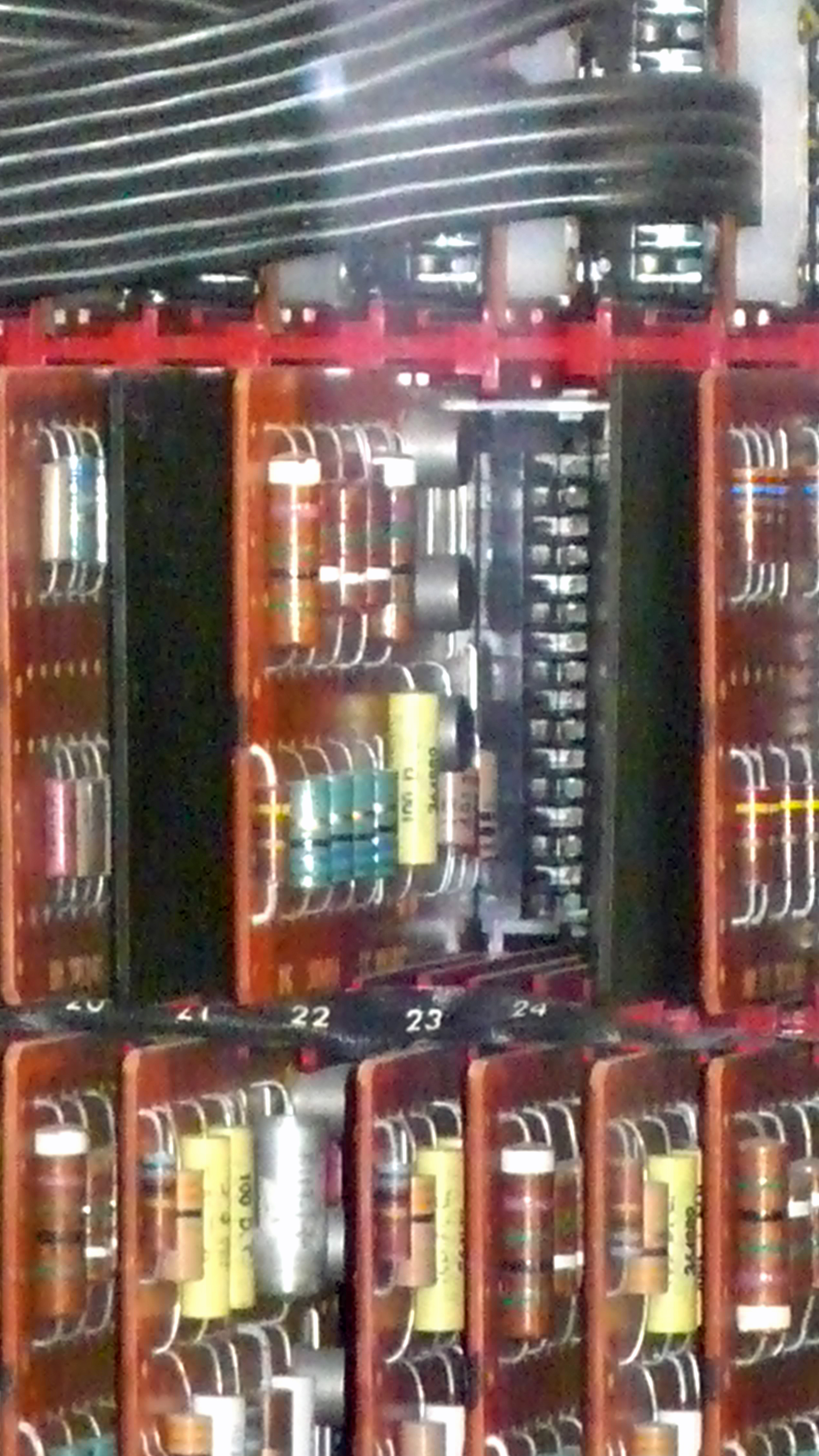
IBM 7070 transistor

Los datos utilizados tenían una longitud de palabra de 10 dígitos decimales más el signo. Los dígitos eran codificados usando two-out-of-five code (posee exactamente diez combinaciones). La máquina se entregaba con una memoria de 5000 hasta 9990 palabras, y la velocidad de la CPU se acercaba a 27KIPS. Un sistema típico era vendido por $17.400 por mes o podía comprarse por $813.000.
El 7070 fue diseñado para ofrecer una mejora al "IBM 650 transistorizado", reemplazando el tambor de memoria por un núcleo de memoria mucho más rápido. El 7070 no fue diseñado para ser compatible con el conjunto de instrucciones del 650: tardaba hasta un segundo en cada instrucción para permitir una utilización óptima del tambor. Se agregó un emulador para poder correr programas viejos. El 7070 también se comercializó como un IBM 705 actualizado, pero fracasó debido a su incompatibilidad, incluida la incapacidad de representar el conjunto de caracteres del 705. IBM tuvo que diseñar rápidamente el IBM 7080 como un "transistorizado IBM 705", que era totalmente compatible.
Gracias a sus dispositivos internos, podía procesar simultáneamente lectura y perforación de tarjetas perforadas, cálculos y decisiones lógicas, grabar y leer información en cinta magnética, etc. Tenía capacidad de preparar 80.000 facturas por hora. Dotado de varias lectoras y perforadoras de tarjetas, la IBM 7070 podía leer 400 tarjetas por minuto, perforar 250 e imprimir 1000 líneas por minuto. Su memoria principal de núcleos almacenaba 100.000 caracteres. La memoria auxiliar de discos magnéticos podía almacenar 24.000.000 de números o letras mientras que las unidades de cinta magnética podían grabar o leer 750.000 caracteres por segundo.

## Lenguajes
El lenguaje utilizado a la hora de crear el IBM 7070 fue un lenguaje ensamblador denominado Autocoder. Contenía una especie de macros, en su mayoría utilizados para la definición de la cinta de gestión de errores (IOCS). Las macros de Autocoder no podían definir otras macros. También se utilizaba el RPG (Report Program Generator, Programa Generador de Informes), un archivo de procesamiento de lenguaje dónde se especifica el formato de registro de entrada, el formato de salida deseado, y cálculos sencillos que hacer en cada registro. Louis S. Kassel de UOP también había escrito un compilador Fortran que utilizaron para los cálculos más científicos. 

## Sistema operativo
La operación normal para cargar programas y datos era desde las tarjetas perforadas o desde las cintas. No había realmente ningún sistema operativo: cada trabajo utilizaba toda la máquina en sí misma. No hubo traslado de cargador: todas las compilaciones producían una salida. En 1963 se experimentó con un monitor llamado TOPSY, Tape Operating System, que en realidad podía ejecutar una secuencia de trabajos de la cinta, recuperar el control al final de un trabajo suficiente para cargar el siguiente, pero algunos programas no podían almacenar los pocos centenares de localizaciones que incluía TOPSY.